# Neoterebra rancheria
Neoterebra rancheria é uma espécie de gastrópode do gênero Neoterebra, pertencente a família Terebridae.